# Lepidosaphes celtis
Lepidosaphes celtis är en insektsart som beskrevs av Kuwana 1925. Lepidosaphes celtis ingår i släktet Lepidosaphes och familjen pansarsköldlöss. Inga underarter finns listade i Catalogue of Life.